# エンドースメント
エンドースメント（英: Endorsement）は、スポーツ選手や音楽家などの著名な個人に対する契約形態の1種。
企業がエンドーサー（契約者）である有名人と肖像権利用や商品化権等に関する独占契約を結び、それらを商品販売に反映させるために行われる。エンドースメントに最も力を入れているのがスポーツ用品企業のナイキで、2002〜06年の5年間で選手とチームに対して合計10億ドル（約1200億円）の契約を結んだ。企業側のメリットとしては、ブランド力の高い著名人が公の場で自社の商品を使用することで、その商品の広告効果が生じることなどが挙げられることが多い。
分野によっては同様の事を「エンドースメント」とは言わずに他の言い方をする場合も有る。サーフィンやスケートボード、オートバイなどでは、「契約ライダー」「ライダー契約」と呼んだり、「スポンサー契約」単に「提供を受けている」などと言う場合も有る。